# Луань Цзюйцзе
Луа́нь Цзюйцзе́ (кит. упр. 栾菊杰, пиньинь Luán Jújié, род. 14 июля 1958 года в Нанкине) — китайская и канадская фехтовальщица, олимпийская чемпионка 1984 года. Участница 4 летних Олимпийских игр на протяжении 24 лет (1984, 1988, 2000 и 2008).
Луань Цзюйцзе родилась в 1958 году в Нанкине провинции Цзянсу. С 1973 года стала заниматься в Нанкинской любительской спортшколе, в 1975 вошла в сборную провинции. В 1978 году она завоевала серебряную медаль молодёжного первенства мира и золотую медаль Азиатских игр. В 1979 году она выиграла соревнования по фехтованию в рамках Спартакиады народов КНР, в 1981 году завоевала серебряную медаль чемпионата мира, в 1983 — бронзовую медаль чемпионата мира. В 1984 году Луань Цзюйцзе завоевала золотую медаль Олимпийских игр в Лос-Анджелесе. В 1988 году она приняла участие в Олимпийских играх в Сеуле, но успеха не добилась.
В 1989 году Луань Цзюйцзе переехала на жительство в Канаду, и в 1994 году приняла канадское гражданство. Она выступала за Канаду на Олимпийских играх 2000 и 2008 годов, но не завоевала медалей. В 2008 году на Олимпийских играх в первом бою одержала победу над Инес Бубакри из Туниса, которая моложе на 30 лет.